# X-34 (lanceur orbital)
Dimensions

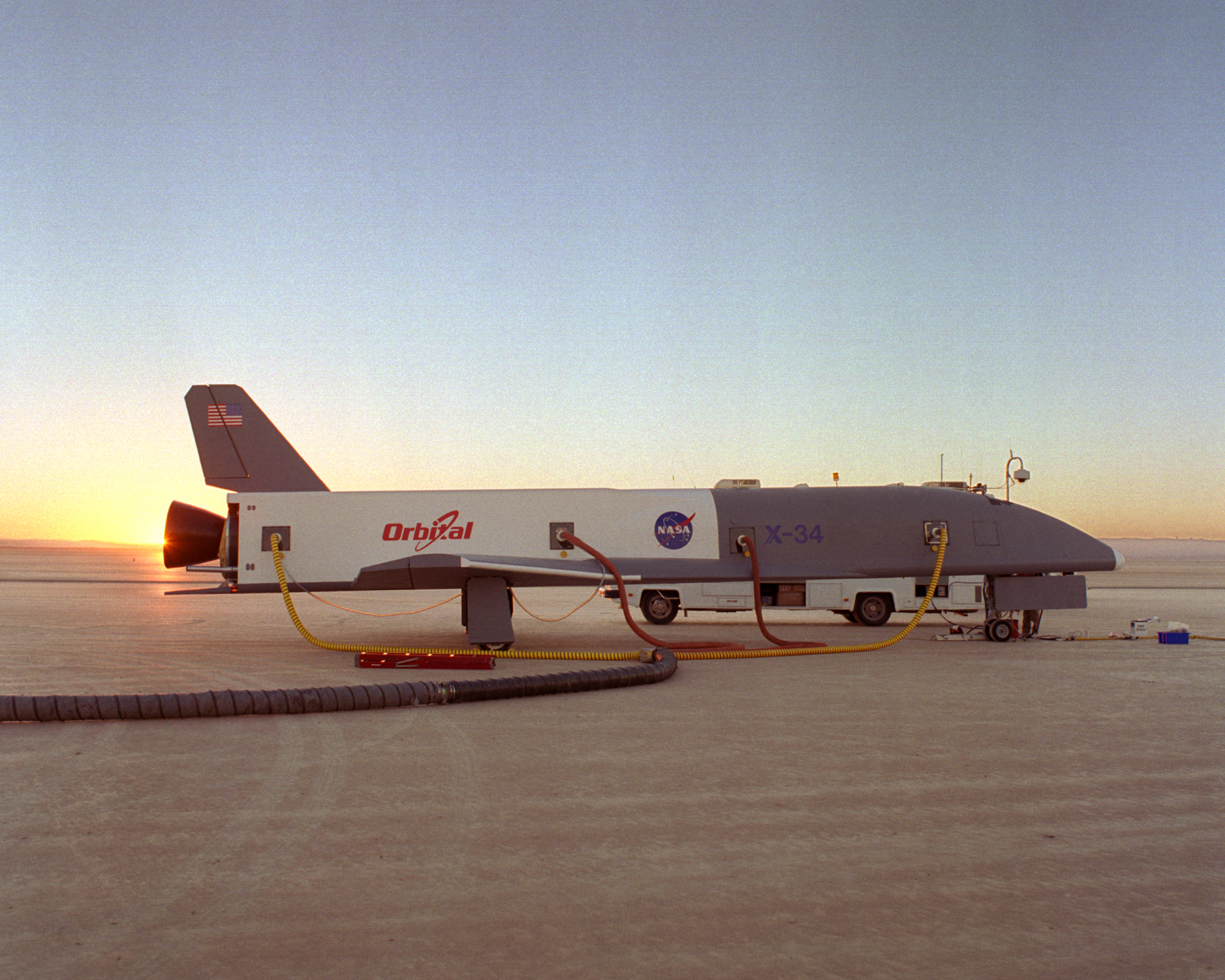
X-34 sur le lac asséché de la Base Edwards.

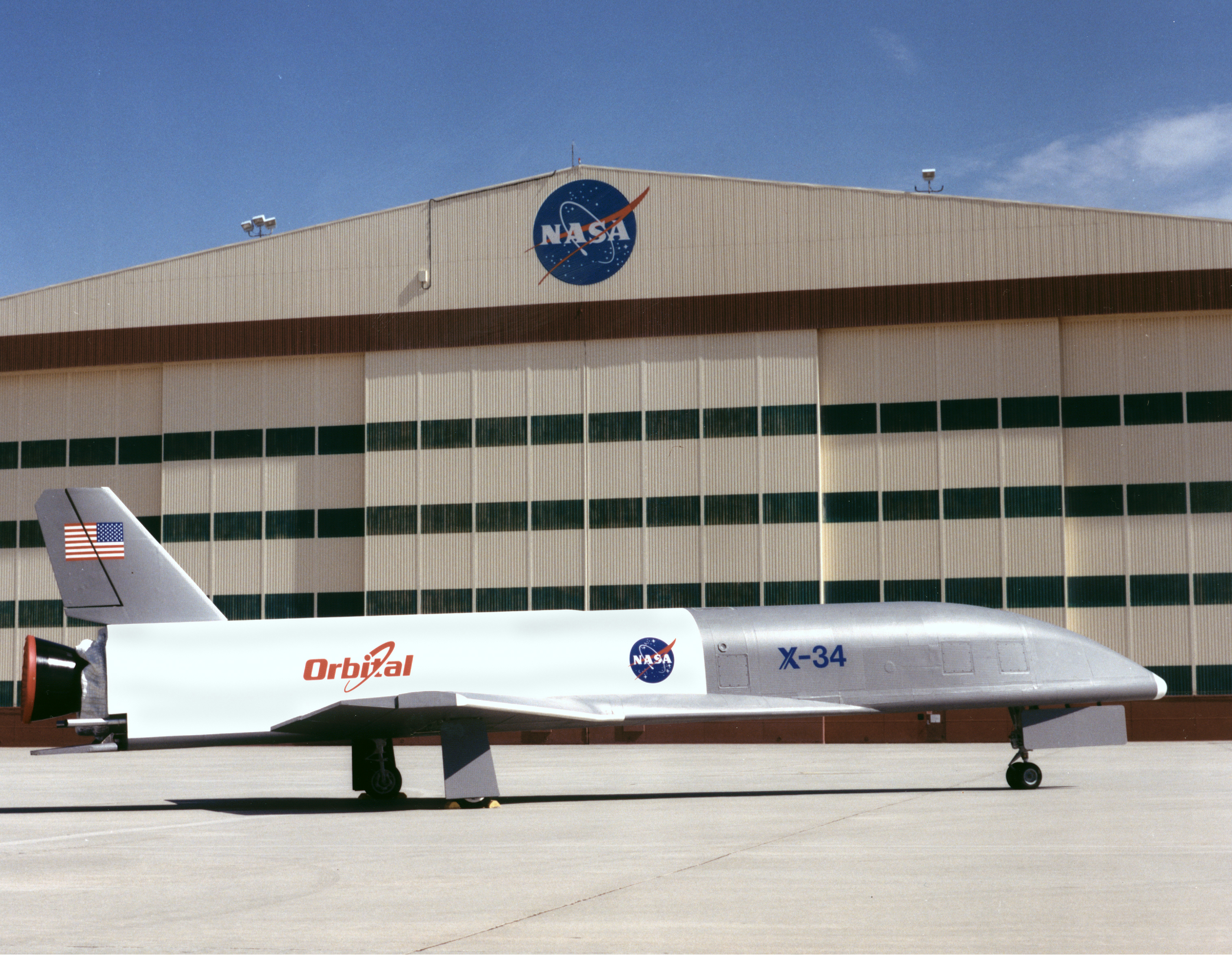
L'appareil devant les hangars du Dryden Flight Research Center.

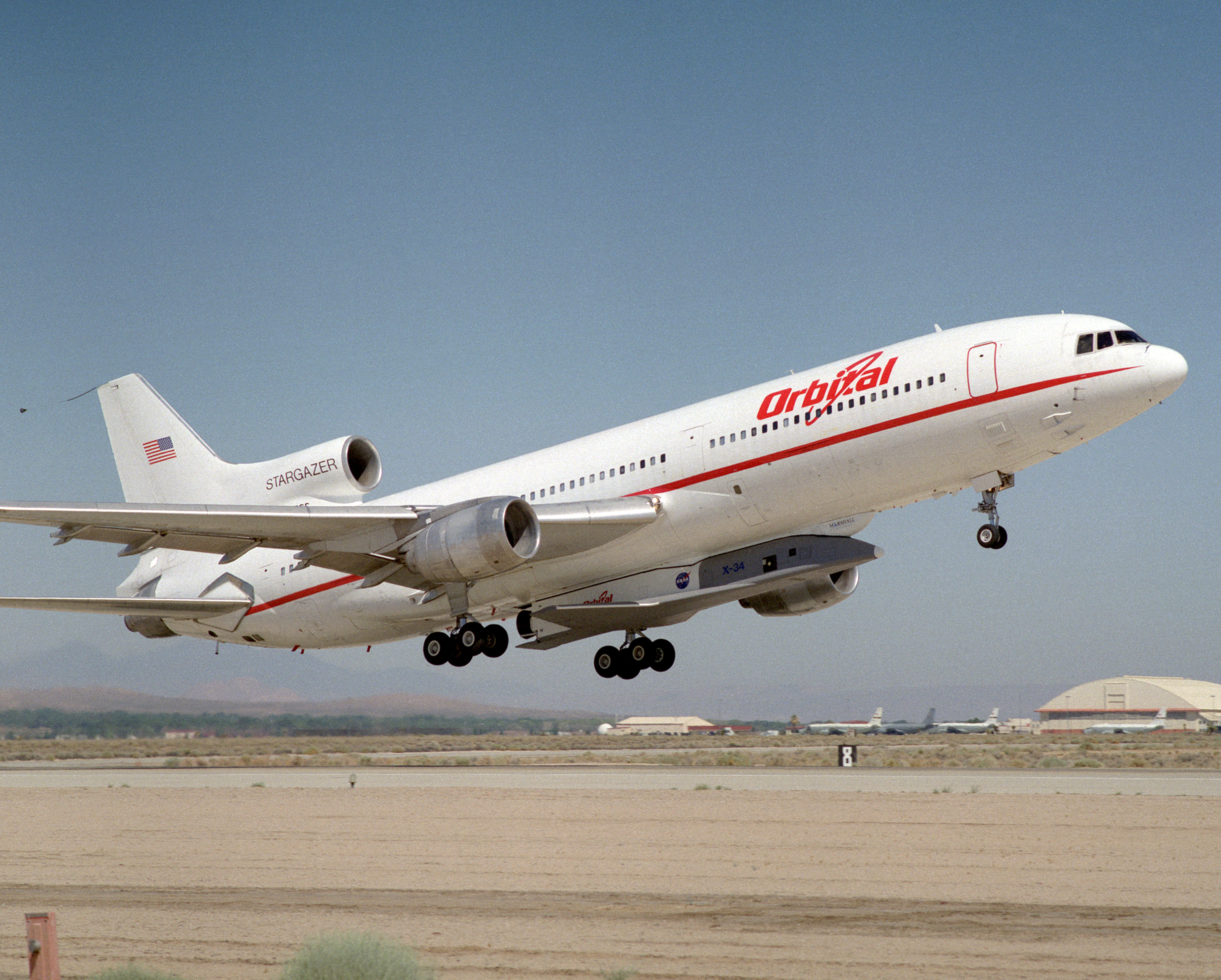
Le L-1011 d'Orbital Science au décollage pour le premier vol captif du X-34.

Le X-34 est un démonstrateur technologique de lanceur orbital monoétage utilisé par la NASA comme banc d'essai volant pour développer tester les technologies nécessaires à la mise en service d'une nouvelle génération de lanceurs orbitaux destinée à remplacer les  navettes spatiales américaines  et autres lanceurs multi étages.
L'appareil devait être lancé depuis un pas de tir, atteindre son orbite de travail sans l'aide de propulseurs d'appoints puis, une fois sa mission  effectuée, regagner la Terre et s'y poser sur une piste conventionnelle.

## Le programme X-34

### Origines du projet
Au milieu des années 1990 la NASA lança le programme RLV (Reusable Launch Vehicle, « lanceur réutilisable »), dont le but était de tester en vol une série de démonstrateurs technologiques de type SSTO (Single Stage To Orbit) réutilisables. Ces appareils devaient servir au développement des technologies nécessaires à la mise en service d'une nouvelle génération de lanceurs plus fiables et au coût d'exploitation réduit, le coût de mise en orbite d'un satellite devant passer de 10 000 $ par livre pour un lanceur classique multi-étages à 1 000 $ par livre pour un lanceur SSTO.
En diminuant le coût des lancements sub-orbitaux, les lanceurs SSTO devaient permettre le développement de nouveaux projets scientifiques, commerciaux et éducatifs et améliorer la compétitivité de l'industrie spatiale américaine sur le marché mondial des lancements de satellites commerciaux.
Ces nouveaux appareils devaient aussi permettre à la NASA de réduire son budget en sous-traitant toutes ses activités de lancement. Les lanceurs SSTO devaient être suffisamment bon marché pour permettre  à une série de compagnies privées d'en posséder une flotte, la NASA se contentant de louer les services de ces compagnies en cas de besoin.

### Conception du prototype
Le 28 août 1996, la NASA attribua à la société Orbital Sciences Corp., basée à Dulles en Virginie, un contrat de 85,7 millions de dollars pour l'étude, le développement et la production du X-34. Le programme, d'une durée fixée à 50 mois, devait permettre de tester en vol trois appareils à la cadence de 25 lancements par an. La NASA et d'autres agences gouvernementales américaines avaient débloqué 16 millions de dollars supplémentaires pour le financement des essais en soufflerie, le développement du bouclier thermique et des systèmes de surveillance, les essais des moteurs ainsi que la construction des installations nécessaires à la mise en œuvre au sol et au contrôle en vol de l'appareil. La société Orbital avait quant à elle investi 10 millions de dollars pour permettre à son avion lanceur, un Lockheed L-1011 ayant servi à l'origine de lanceur de fusées Pegasus, d'emporter le X-34v.
Le X-34 devait être largué depuis le L-1011, allumer son moteur-fusée et effectuer un vol suborbital, avant de réaliser une approche et un atterrissage complètement automatisé sur une piste conventionnelle, une première pour un appareil américain.

### Développement de la motorisation
Le X-34 devait être propulsé par un moteur-fusée développé spécialement pour le projet par les ingénieurs du Centre de vol spatial Marshall. Ce moteur, baptisé Fastrac, pouvait développer 267 kN de poussée en brûlant un mélange de kérozène et d'oxygène liquide, ce qui devait permettre à l'appareil d'atteindre une vitesse de Mach 8 et une altitude de 50 miles.
Le développement du système de propulsion avait été mené en appliquant les mêmes préceptes que ceux qui avaient présidé à la conception du X-34, le Fastrac devait donc être à la fois plus performant, plus fiable et moins cher que ses prédécesseurs. En utilisant des techniques déjà éprouvées et en simplifiant au maximum son design les ingénieurs parvinrent à développer en seulement deux ans et demi, contre sept pour les moteurs de génération précédente, un moteur-fusée dont le coût initial avait été estimé à 1,2 million de dollars, soit un cinquième du prix d'un moteur de classe équivalente.

### Essais en vol et abandon du projet
En 1999, Orbital Sciences achève la construction du premier prototype du X-34 dépourvu de moteur fusée, désigné A-1A. Les vols d'essais captifs, permettant de tester l'emport de l'appareil sous son avion mère, débutent en juin 1999 et l'A-1A effectue ensuite une série d'essais de remorquage au sol au Dryden Flight Research Center, sur la base Edwards.
Alors que  s'achève la construction du second X-34 désigné A-2, le premier équipé du moteur-fusée Fastrac, la NASA revoit à la hausse les ambitions du programme. Pour atteindre ces nouvelles exigences, l'appareil doit être lourdement modifié. La NASA refusant de débloquer de nouveaux fonds, la firme Orbital Sciences décide de se retirer du projet. Le programme est officiellement arrêté le 1er mars 2001.

## Techniques étudiées dans le cadre du programme
Afin de rendre viable le concept de lanceur SSTO, les ingénieurs de la NASA devaient maitriser de nouvelles techniques ou en améliorer d'autres. Le programme X-34 devait donc permettre de tester en conditions réelles ces nouvelles techniques dans les domaines suivants : 
- Matériaux :
  - Structures en matériau composite permettant une diminution des coûts de maintenance en réduisant la fréquence des inspections ;
  - Réservoirs de propergol réutilisables et isolation thermique de ces réservoirs ;
  - Bouclier thermique de nouvelle génération capable de résister aux intempéries.
- Avionique :
  - Suite avionique totalement intégrée et à coût réduit incluant un système de navigation inertielle hybridé GPS ;
  - Système de surveillance, de commande et de contrôle intégré et fortement automatisé ;
  - Nouvelle génération de sondes aérodynamiques noyées dans le revêtement permettant d'améliorer la fiabilité des informations fournies en phase de rentrée atmosphérique.

## Le programme aujourd'hui
Le 16 novembre 2010 les deux X-34 quittent le Dryden Flight Research Center pour être stockés dans un hangar de la National Test Pilot School. La NASA étudiant la possibilité d'une reprise du programme, ils devraient être inspectés afin de décider d'une éventuelle remise en service.